# Чжан Мимань
Чжан Мима́нь (кит. упр. 张弥曼, пиньинь Zhāng Mímàn, род. 17 апреля 1936) — китайский палеонтолог из Института палеонтологии позвоночных и палеоантропологии.

## Биография
В 1960 году она окончила аспирантуру в Московском университете и в 1982 году получила степень доктора философии в Стокгольмском университете, тема диссертации: «Черепная коробка Youngolepis, лопастепёрой рыбы времён раннего девона из Юньнани, юго-западный Китай». Она была первой женщиной, которая в 1983 году стала руководителем Института палеонтологии и занимала должность до 1991 года. В 1991 году избрана академиком Китайской академии наук. Позже в 2011 году она получила степень почётного доктора в Чикагском университете за свои многочисленные достижения в карьере.
Среди видов, названных в её честь, вымершая лопастепёрая рыба Meemannia, динозавр теропод Sinovenator changii, и вымершая птица Archaeornithura meemannae. Уникальный орган рыб антиархов был назван в честь неё «аппарат Чжан».
Существует также специальный книжный том об ископаемых рыбах, опубликованный в её честь: «Морфология, филогения и палеобиогеография ископаемых рыб».
Впервые Чжан Мимань описала, а затем описала повторно ископаемый род Paralycoptera, а также описала ископаемые роды Diabolepis и Youngolepis.

## Труды
- Liu, H. & Chang, M. First discovery of helicoprionid in China. Vertebrata PalAsiatica (1963).
- Chang, M New materials of Mesoclupea from southeastern China and on the systematic position of the genus. Vertebrata PalAsiatica (1963).
- Chang, M. & Chou, J. On the fossil fishes in Mesozoic and Cenozoic oil-bearing strata from east China and their sedimentary environment. Vertebrata PalAsiatica (1978).
- Chang, M. Palaeontology: Fossil fish up for election. Nature 403, 152—153 (2000).
- Chang, M., Miao, D., Chen, Y., Zhou, J. & Chen, P. Suckers (Fish, Catostomidae) from the Eocene of China account for the family’s current disjunct distributions. Sci. China Ser. D-Earth Sci. 44, 577—586 (2001).
- Chang, M., Peiji, C., Yuanqing, W. & Yuan, W. Jehol Biota. Shanghai: Shanghai Scientific and (2003).
- Chen, G., Fang, F. & Chang, M. A new cyprinid closely related to cultrins+xenocyprinins from the mid-Tertiary of South China. J. Vert. Paleontol. 25, 492—501 (2005).
- Chang, M., Zhang, J. & Miao, D. A lamprey from the Cretaceous Jehol biota of China. Nature 441, 972—974 (2006).
- Wang, X. … Chang, M. et al. Vertebrate paleontology, biostratigraphy, geochronology, and paleoenvironment of Qaidam Basin in northern Tibetan Plateau. Palaeogeogr. Palaeoclimatol. Palaeoecol. 254, 363—385 (2007).
- Chang, M. et al. Extraordinarily thick-boned fish linked to the aridification of the Qaidam Basin (northern Tibetan Plateau). Proceedings of the National Academy of Sciences 105, 13246—13251 (2008).
- Liu, J. & Chang, M. A new Eocene catostomid (Teleostei: Cypriniformes) from northeastern China and early divergence of Catostomidae. Sci. China Ser. D-Earth Sci. 52, 189—202 (2009).
- Xu, G.-H. & Chang, M. Redescription of †Paralycoptera wui Chang & Chou, 1977 (Teleostei: Osteoglossoidei) from the Early Cretaceous of eastern China. Zool. J. Linn. Soc. 157, 83—106 (2009).
- Wang, N. & Chang, M. Pliocene cyprinids (Cypriniformes, Teleostei) from Kunlun Pass Basin, northeastern Tibetan Plateau and their bearings on development of water system and uplift of the area. Sci. China Earth Sci. 53, 485—500 (2010).
- Chen, G. & Chang, M. A new early cyprinin from Oligocene of South China. Sci. China Earth Sci. 54, 481—492 (2011).
- Wang, N. & Chang, M. Discovery of fossil Nemacheilids (Cypriniformes, Teleostei, Pisces) from the Tibetan Plateau, China. Sci. China Earth Sci. 55, 714—727 (2012).